# Villa Vurpillot
La villa Vurpillot est un édifice situé dans la ville de Dijon, dans la Côte-d'Or en région Bourgogne-Franche-Comté.

## Histoire
La villa a été construite en 1928 par l'architecte Alexandre Fournier pour M. Vurpillot, son commanditaire, administrateur de la manufacture Terrot.
La villa en totalité, le mur de clôture sur rue et ses portails, les deux abris de jardin sont inscrits au titre des monuments historiques par arrêté du 9 octobre 2007.

## Description
Son architecture est représentative du style Art Déco avec toutefois une certaine influence de l'architecte Robert Mallet-Stevens, les vitraux étant notamment attribués à Louis Barillet.